# الطريق الأوروبي E61
الطريق الأوروبي E61 هو طريق من شبكة الطرق الأوروبية الدولية. يعد طريق وسيط من الدرجة الأولى بين الشمال والجنوب. يبلغ طوله 270 كيلومتر (170 ميل)، ويربط الجزء الجنوبي من النمسا بالبحر الأدرياتيكي.